# Ariano Irpino
Ariano Irpino là một đô thị (commune) thuộc tỉnh Avellino trong vùng Campania của Ý. Ariano Irpino có diện tích 185,52 km2, dân số là 23.179 người (thời điểm ngày 30 tháng 4 năm 2009). Đô thị này nằm trên tuyến đường ray giữa Benevento và Foggia, có cự ly khoảng 40 km về phía đông của Benevento.